# Kabal
Kabal (Urdu کبل) ist eine Stadt und ein Tehsil innerhalb des Distrikt Swat in der Provinz Khyber Pakhtunkhwa in Pakistan. Bei der Volkszählung von 2017 betrug die urbane Bevölkerung 118.103. Die Einwohnerzahl des Tehsil lag bei 420.374.

## Klima
Kabal hat ein warmes und gemäßigtes Klima. Mit heißen, feuchten Sommern und milden Wintern bietet Swabi ein feuchtes subtropisches Klima (Köppen Cwa).

## Wirtschaft
In der Nähe von Kabal werden landwirtschaftliche Produkte auf Gartenterrassen angebaut.